# Ki no Tomonori

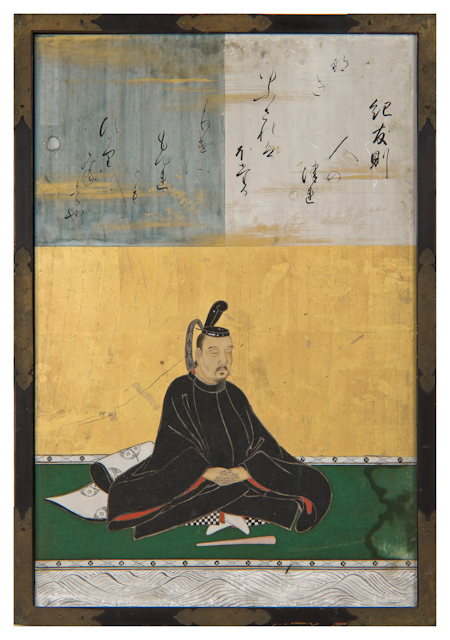
Ki no Tomonori, Gemälde von Kanō Tan’yū, 1648

Ki no Tomonori (jap. 紀 友則; * um 850; † 904) war in der frühen Heian-Zeit Japans ein Waka-Poet des Kaiserhofes und einer der Sechsunddreißig Unsterblichen der Dichtkunst.

## Leben und Wirken
Ki no Tomonori gehörte zu den vier Aristokraten am Hofe, die Kaiser Daigo mit der Herausgabe des Kokin-wakashū beauftragte. Er erlebte dessen Vollendung nicht mehr, da die Anthologie einen Nachruf auf ihn von Ki no Tsurayuki beinhaltet, der ein anderer Mitherausgeber war.
Ki no Tomonori ist der Autor mehrerer Gedichte im Kokin-washakū und einige wenige seiner Gedichte erscheinen auch in späteren offiziellen Sammlungen. Eine Sammlung seiner Gedichte aus verschiedenen Quellen erschien als das Tomonori-shū.